# Жанаталап (Каратальський район)
Жанатала́п (каз. Жаңаталап) — село у складі Каратальського району Жетисуської області Казахстану. Адміністративний центр Балпицького сільського округу.
Населення — 1305 осіб (2021; 1485 у 2009, 1499 у 1999, 1769 у 1989).